# Vaišelga
Vaišelga neboli Vaišvilkas (také Vojszalak, Vojšalk, Vaišalgas; zabit 9. prosince 1268) byl litevský velkokníže v letech 1264–1267. Byl synem Mindaugase, prvního a jediného křesťanského litevského krále.
O Vaišelgově mládí není mnoho známo, poprvé je zmíněn roku 1254, kdy jménem svého otce Mindaugase uzavřel dohodu s haličsko-volyňským knížetem Danielem, na základě které přechází Černá Rus s centrem v Novogrodku k Litvě. Na potvrzení této dohody byla Vaišelgova sestra provdána za Danielova syna Švarna.